# Record de France de natation dames du 200 mètres papillon
Progression du record de France de natation sportive dames pour l'épreuve du 200 mètres papillon en bassin de 50 et 25 mètres.

## Bassin de 50 mètres
| Temps         | Athlète        | Naissance | Âge | Club                      | Compétition                   | Lieu      | Date              |
| ------------- | -------------- | --------- | --- | ------------------------- | ----------------------------- | --------- | ----------------- |
| 2 min 11 s 48 | Cécile Jeanson | 1972      | 23  | CNS Saint-Estève          | Championnats de France        | Mennecy   | 23 mars 1995      |
| 2 min 10 s 78 | Cécile Jeanson | 1972      | 28  | CN Saint-Estève           | Jeux olympiques (s)           | Sydney    | 19 septembre 2000 |
| 2 min 10 s 78 | Cécile Jeanson | 1972      | 28  | CN Saint-Estève           | Jeux Olympiques (df)          | Sydney    | 19 septembre 2000 |
| 2 min 10 s 64 | Aurore Mongel  | 1982      | 22  | Mulhouse Olympic Natation | Championnats d'Europe (f)     | Madrid    | 16 mai 2004       |
| 2 min 09 s 84 | Sarah Bey      | 1985      | 21  | CN Melun Val de Seine     | Championnats de France (f)    | Tours     | 10 mai 2006       |
| 2 min 09 s 51 | Aurore Mongel  | 1982      | 24  | Mulhouse Olympic Natation | Championnats d'Europe (1/2 f) | Budapest  | 5 août 2006       |
| 2 min 09 s 21 | Aurore Mongel  | 1982      | 25  | Mulhouse Olympic Natation | Championnats du monde (1/2 f) | Melbourne | 28 mars 2007      |
| 2 min 08 s 13 | Aurore Mongel  | 1982      | 26  | Mulhouse Olympic Natation | Coupe de France               | Lyon      | 23 février 2008   |
| 2 min 07 s 73 | Aurore Mongel  | 1982      | 26  | Mulhouse Olympic Natation | Championnats d'Europe (1/2 f) | Eindhoven | 23 mars 2008      |
| 2 min 06 s 59 | Aurore Mongel  | 1982      | 26  | Mulhouse Olympic Natation | Championnats d'Europe (f)     | Eindhoven | 24 mars 2008      |
| 2 min 06 s 49 | Aurore Mongel  | 1982      | 26  | Mulhouse Olympic Natation | Jeux Olympiques (s)           | Pékin     | 12 août 2008      |
| 2 min 05 s 09 | Aurore Mongel  | 1982      | 27  | Mulhouse Olympic Natation | Championnats du monde (d)     | Rome      | 29 juillet 2009   |

## Bassin de 25 mètres
| Temps         | Athlète        | Naissance | Âge | Club                      | Compétition                | Lieu      | Date             |
| ------------- | -------------- | --------- | --- | ------------------------- | -------------------------- | --------- | ---------------- |
| 2 min 10 s 85 | Cécile Jeanson | 1972      | 23  | CNS St-Estève             |                            | Le Port   | 29 décembre 1995 |
| 2 min 10 s 11 | Aurore Mongel  | 1982      | 21  | Mulhouse Olympic Natation |                            | Melbourne | 30 novembre 2003 |
| 2 min 07 s 52 | Aurore Mongel  | 1982      | 23  | Mulhouse Olympic Natation | Championnats d'Europe (f)  | Trieste   | 8 décembre 2005  |
| 2 min 06 s 27 | Aurore Mongel  | 1982      | 26  | Mulhouse Olympic Natation | Championnats de France (s) | Angers    | 7 décembre 2008  |
| 2 min 04 s 97 | Aurore Mongel  | 1982      | 26  | Mulhouse Olympic Natation | Championnats de France (f) | Angers    | 7 décembre 2008  |
| 2 min 04 s 73 | Aurore Mongel  | 1982      | 26  | Mulhouse Olympic Natation | Championnats d'Europe (f)  | Rijeka    | 11 décembre 2008 |
| 2 min 03 s 22 | Aurore Mongel  | 1982      | 27  | Mulhouse Olympic Natation | Championnats d'Europe (f)  | Istanbul  | 10 décembre 2009 |